# Агырбичану, Ион
Ио́н Агырбича́ну (Агэрбичану, рум. Ion Agârbiceanu, 1882—1963) — румынский писатель, журналист, парламентарий и священнослужитель Румынской католической церкви.

## Биография
Родился в семье лесничего 12 сентября 1882 года в селе Ченаде в трансильванском комитате Алшо-Фехер (сейчас уезд Алба в Румынии) Королевства Венгрия в составе Австро-Венгрии. Учился в гимназии г. Блаж (1892—1900), а затем на теологическом факультете Будапештского университета (1900—1904). Затем год проработал заместителем префекта в школе-интернате для мальчиков в г. Блаж.
В сентябре 1905 года поступил на филологический факультет Будапештского университета, на отделение классических языков, румынского языка и истории. Служил приходским священником грекокатолической церкви в трансильванских сёлах Бучум-Шаса (1906—1910) и Орлат (1910—1916), затем призван на войну полковым священником в корпус трансильванских добровольцев (1917—1918).
В 1919—1927 возглавлял клужскую газету «Patria». В 1919 году был членом исполкома Румынской национальной партии Трансильвании. Был членом румынского парламента (в 1919 и в 1922—1926), занимал пост сенатора, а затем был вице-президентом сената.
В 1930 году был священником и протопресвитером в Клуже, в 1931 — каноник Клуж-Герлинской епархии. В 1938—1940 возглавлял клужскую газету «Tribuna».
В 1912 избран член-корреспондентом, а в 1925 — действительным членом «Трансильванской ассоциации за румынскую литературу и культуру румынского народа» (рум. Asociaţia Transilvană pentru Literatura Română şi Cultura Poporului Român, ASTRA). В 1925—1940 являлся генеральным секретарём её литературных и научных отделов.
В 1919 году был избран членом-корреспондентом, а в 1955 — действительным членом Румынской академии на кафедре истории, филологии, литературы и искусства.
С 1921 года и до конца жизни был председателем Союза румынской прессы в Трансильвании и Банате.
Умер 28 мая 1963 года от сердечного приступа в больнице города Клуж. Похоронен в Клуже на центральном кладбище. В 2012 году памятник на его могиле наряду с другими объявлен частью национального наследия.

## Творчество
Первые очерки и рассказы опубликовал  в 1902 году в журнале «Luceafărul» (рус. Звезда). C 1905 года сотрудничал с литературным журналом «Sămănătorul» (рус. Сеятель). Продолжительное время сочетал литературную деятельность с церковной, что наложило значительный отпечаток на некоторые его произведения, основной темой которых была борьба между «плотью и духом», между инстинктом и разумом. В то же время морализаторские моменты в творчестве писателя были подчинены его общегуманистической позиции.

### Романы
- «Закон тела» (рум. Legea trupului, 1912)
- «Архангелы» (рум. Arhanghelii, 1914)
- «Закон разума» (рум. Legea minţii, 1927)
- «Победа» (рум. Biruinţa, 1930)
- «Сектанты» (рум. Sectarii, 1938)
- «Призраки» (рум. Strigoiul, 1969, посмертно)

### В русском переводе
- Агырбичану, Ион. Избранное: рассказы и очерки / пер. с румын.. — М.: Художественная литература, 1981. — 220 с.
- Агырбичану, Ион. Архангелы: роман / пер. с румын. Ю. Кожевникова. — М.: Художественная литература, 1989. — 480 с. — ISBN 978-5-280-00666-9.

## Награды
- Лауреат Национальной литературной премии за прозу (1927)
- Орден Труда I степени «за выдающиеся заслуги в литературном творчестве» (1954)
- Орден Звезды Румынии (СРР) I степени (1962)